# Joanne Calderwood
Joanne Calderwood, född 23 december 1986 i Irvine, Skottland, är en skotsk MMA-utövare som sedan 2014 tävlar i organisationen Ultimate Fighting Championship.